# Československé legie v Itálii

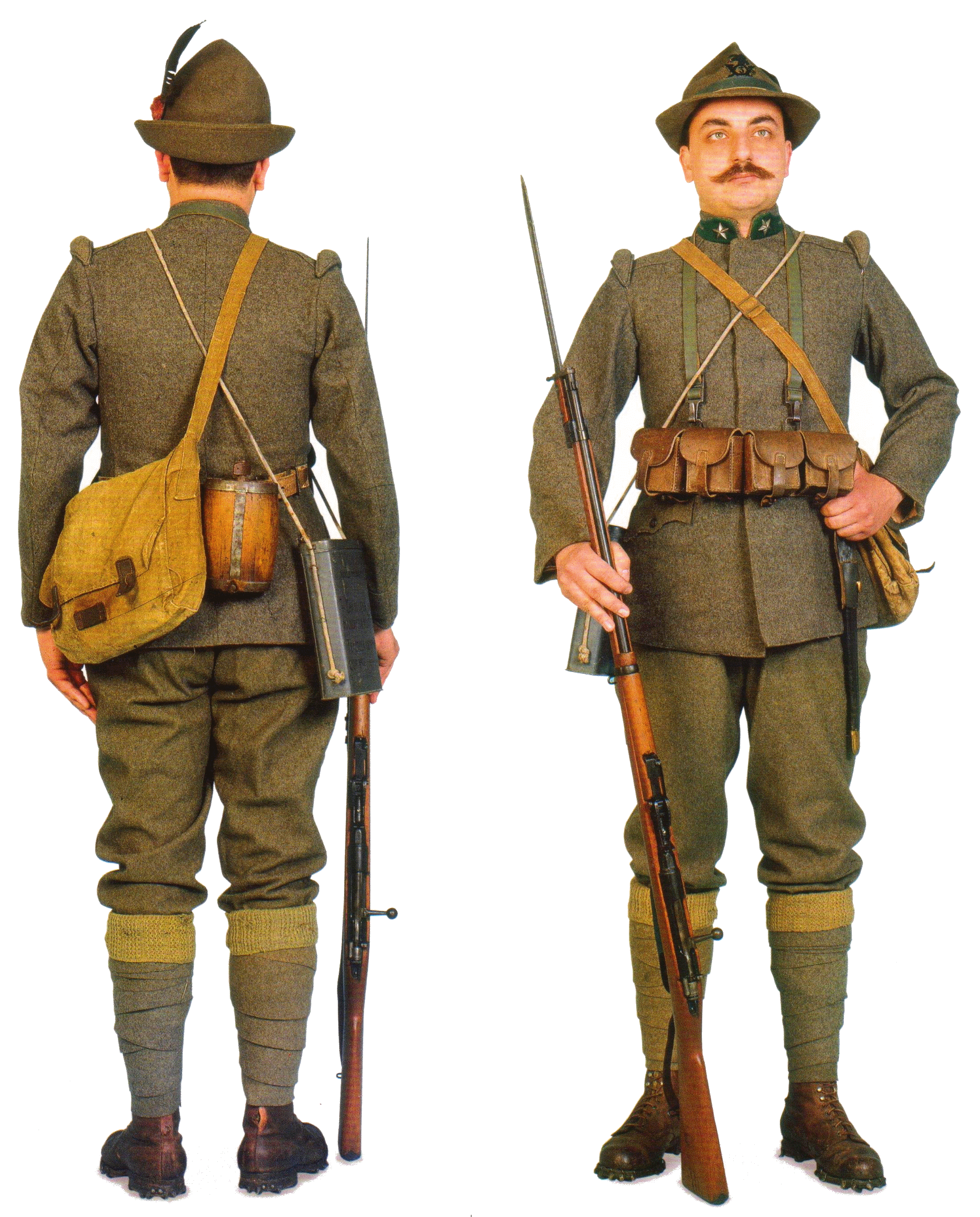
Uniforma Alpini užívaná československou italskou legií

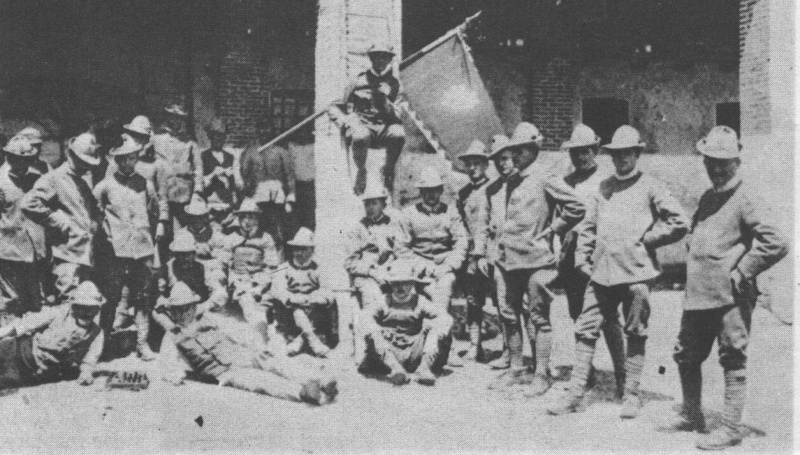
Českoslovenští legionáři v Itálii (asi 1918)

Československé legie v Itálii je označení pro jednotky československých legií, tj. dobrovolnických jednotek Čechů a Slováků za první světové války, utvořené v letech 1916–1918 na území Itálie. 
První formální československá dobrovolnická skupina, Československý dobrovolnický sbor, vznikla v italských zajateckých táborech v Santa Maria Capua Vetere u Neapole a posléze v Padule u Salerna. V lednu 1918 se velitelství 6. italské armády nakonec dohodlo na vytvoření průzkumných eskadron z československých a jihoslovanských dobrovolníků. Z těchto dobrovolnických průzkumných jednotek vznikl v září 1918 39. pluk československých italských legií. V dubnu a květnu 1918 vzniklo dalších pět pluků:
- 31. pluk v Perugii (plukovník Ciaffi)
- 32. pluk v Assisi
- 33. pluk ve Folignu (maj. Sagone)
- 34. pluk ve Spoletu (pluk. Gambi)
- 35. pluk vznikl v říjnu 1918 z nových československých válečných zajatců v Itálii

Československé italské legie tvořily dvě divize: VI. divize, která zahrnovala 31., 32. a 35. pluk; a VII. divize, která zahrnovala 33., 34. a 39. pluk. Jejich celková síla se pohybovala kolem 25 000 mužů. Jednotkám velel generál Andrea Graziani a později generál Luigi Piccione. Po válce byla legie v roce 1919 repatriována do Československa a většina odešla na jižní Slovensko bojovat v maďarsko-československé válce.

## Historie

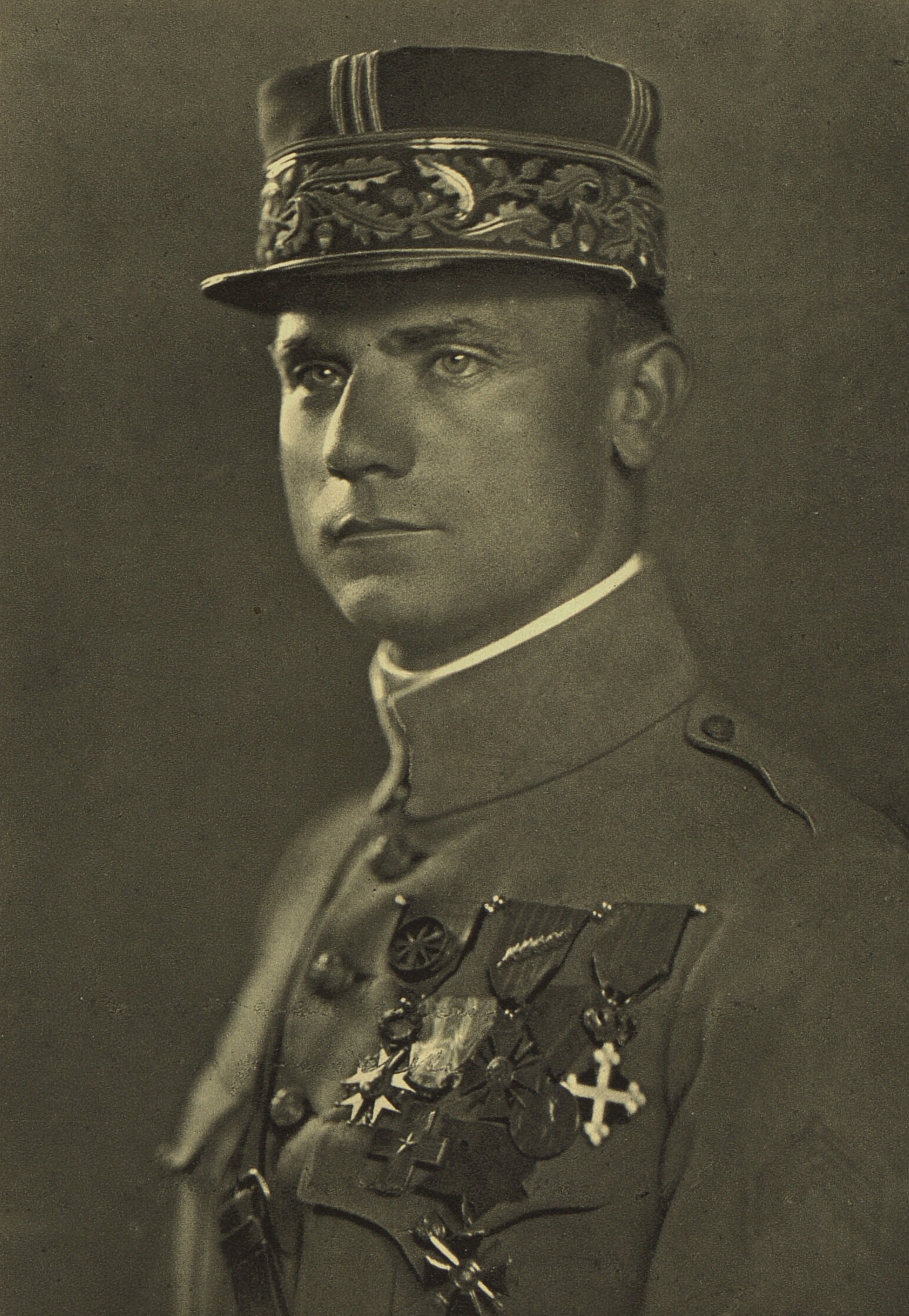
generál Štefánik

### Pozadí
Obdobně, jako se tomu dělo ve Francii a v Rusku, i československé legie v Itálii vznikaly jako výsledek úsilí slovenského politika Milana Rastislava Štefánika a českých politiků Tomáše Masaryka a Edvarda Beneše, kteří po vypuknutí první světové války podporovali myšlenku rozpadu Rakouska-Uherska a vytvoření menších národních státl, včetně Československa. Tyto myšlenky vedly ke vzniku Českého výboru v zahraničí (v roce 1915), ze kterého se posléze stala Československá národní rada.
Československé legie v Itálii vznikaly za jiných okolností než ve Francii nebo Rusku, kde jejich prvotní jádro vytvořili tamější čeští a slovenští emigranti. Za prvé, v Itálii žil jen malý počet Čechů a Slováků. Za druhé, Itálie, původně člen Trojspolku, vstoupila do světové války později a až v květnu 1915 vyhlásila válku Rakousku-Uhersku, Německému císařství pak až 28. srpna 1916. Hlavním důvodem vstupu Italů byla snaha o připojení italsky mluvících oblastí v Rakousku, včetně území na Istrii a Dalmácii (tzv. italský iredentismus). Tyto země byly také domovem slovanských národů, a proto na italské straně existovaly jisté obavy z podpory Čechů a Slováků (jakožto Slovanů), přestože podporovali rozpad Rakousko-Uherska. Na konci války byl pak skutečně vytvořen Stát Slovinců, Chorvatů a Srbů, později připojený k Jugoslávií, což vedlo ke konfliktu s Itálií. V letech 1916–1917 však bylo v Itálii po bojích na tzv. jižní frontě internováno velké množství válečných zajatců rakousko-uherské armády českého a slovenského původu, kteří následně vytvořili jádro legionářských jednotek.

### První Čechoslováci v italském vojsku
Počínaje dubnem 1916 pokračoval M. R. Štefánik v politicko-diplomatické návštěvě Itálie ve věci československé nezávislosti, vytváření základny pro její podporu a v aktivaci mechanismů pro formování vojenských sil podporujících vojska Trojdohody. Kvůli zmíněným geopolitickým obavám se italští politici vzniku československé legie zprvu bránili, za dobu války však docházelo k opakujícím se incidentům dezercí Čechů a Slováků, které následně využívala italská armádní rozvědka k získání informací, průzkumu či infiltraci a agitaci k dezerci na opačné straně fronty. V roce 1916 asistoval italské 2. armádě při výzvědných úkolech český zajatec Václav Pán, později téhož roku zaznamenal Čech Jaromír Vondráček, jakožto velitel roty) významné válečné úspěchy v řadách italské 3. armády. To léto se stala událost, která v Itálii skutečně začala měnit názory na vytvoření československé legie.
Dne 11. srpna 1916 opustil během bitvy u Gorice své místo v Isonzu český důstojník rakousko-uherské armády František Hlaváček a přeběhl na italskou stranu fronty. Italským zpravodajcům hodlal předat zásadní informace o rakousko-uherské ofenzivě (ve fázi plánování) v oblasti náhorní plošiny Bainsizza. Na italských štábech se ale zpočátku s touto informací nijak nepracovalo a Hlaváček byl poslán do důstojnického zajateckého tábora u Bibbieny. O několik měsíců později v dubnu 1917 byl pak povolán na velitelství 2. armády generála Pietra Badoglia v Cormons, aby podrobně popsal zjištěný plán. Přestože řada Hlaváčkových informací již v té době nebyla aktuální, operace italského vojska, která se díky nim uskutečnila, vyvolala reakci v tamních rakousko-uherských jednotkách, kdy celý jeden český prapor dezertoval k Italům. Italské velení následně brzy uvěřil, že je plánován útok v oblasti Bainsizza v plném rozsahu. V této době se zároveň František Hlaváček stal vůbec prvním českým válečným zajatcem první světové války, který byl osvobozen ze zajetí a zařazen do italských ozbrojených sil. Útok na Bainsizzu byl hlavním cílem jedenácté bitvy o Isonzo, která však, i díky Hlaváčkovým informacím, skončila italským vítězstvím. Hlaváček byl vyznamenán vojenským křížem a následně lobboval za zřízení samostatné československé legie v Itálii.

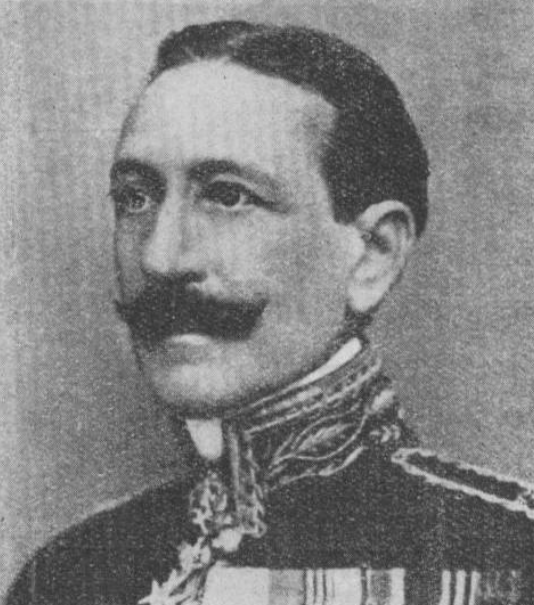
Princ Pietro Lanza

Reakce italských politiků byla nyní již pozitivní a 11. ledna 1917 vytvořil poslanec Pietro Lanza, kníže ze Scalea, pod záštitou Společnosti Dante Alighieriho „Italský výbor pro česko-slovenskou nezávislost“.
Českoslovenští průzkumníci (nebo zpravodajští agenti) tak vstoupili do boje jako součást italských sil jako Esploratori Cecoslovacchi. Stejně jako v Rusku měly i tyto jednotky, kromě průzkumu, za úkol propagandistickou kampaň, aby přesvědčili své krajany v rakousko-uherské armádě, kteří za monarchii nechtěli bojovat, k přeběhnutí.

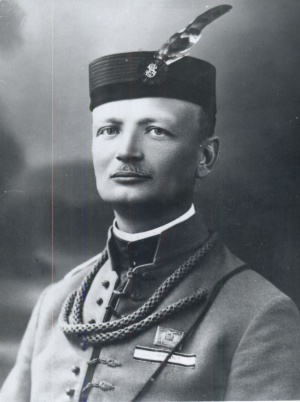
Legionář Jan Čapek

### Československý dobrovolnický sbor
Na začátku roku 1917 bylo v Itálii již značné množství internovaných českých a slovenských válečných zajatců. Koncem roku 1916 začala Itálie vytvářet internační tábory podle národnosti vězňů. Jedním z prvních táborů určených pro Čechy a Slováky byl Santa Maria Capua Vetere nedaleko Neapole. Zde vznikla jednotka Československý dobrovolnický sbor pod vedením českého vojáka a sokolského náčelníka Jana Čapka. Další tábor se nacházel v Certosa di Padula u Salerna a stal se v letech 1916-1918 internačním místem pro více než 10 000 českých a slovenských vězňů. I tento zajatecký tábor se stal centrem československých dobrovolníků.
V tomto ohledu začaly v roce 1917 tyto snahy českých dezertérů přinášet další ovoce. Další z význačných incidentů (ač podněcován Slovincem Ljudevitem Pivkem, zapojeno do něj byla také mnoho Čechů z jeho jednotky) měl zásadná význam. Takto o něm bylo referováno v italských novinách La Stampa (přeloženo z italštiny): 
… od rakousko-uherského kapitána Ljudevita Pivka, slovinské národnosti… V Trentinu v roce 1917 Pivko a ostatní začali sondovat frontovou linii a s nasazením svých životů se dostali do italských zákopů, aby se setkali s „kapitánem Finzim“ (krycí jméno majora Pettorelliho Lalattu), důstojníkem tajných služeb. Svým rakouským velitelům přitom vysvětlili, že chtějí sbírat jablka opuštěná v zemi nikoho a vyhnout se nebezpečí přátelské palby. Ráno se malá skupina důstojníků vrátila ke svým řadám s košíky jablek pro všechny. Pivko se setkal Finzi ještě několikrát a společně navrhli a podepsali dohodu o dezerci. 

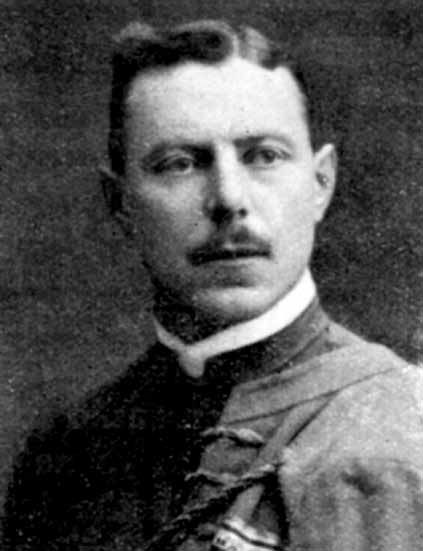
Kapitán Ljudevit Pivko roku 1917

Pivkovým plánem bylo dopravit do Itálie bosenský prapor Landsturmu, umístěný v Carzanu, poté, co přesvědčil všechny vojáky jednotky (včetně mnoha Čechů), aby dezertovali. Tato akce by mj. umožnila Italům proniknout rakousko-uherskými liniemi a prorazit z Valsugany do Trenta. Celá zdejší rakousko-uherská armáda by tak zůstala odříznuta od mateřského území a v Carzanu by bylo možné svést velkou a rozhodující bitvu. Tato neuvěřitelná příležitost byla ale ztracena kvůli průtahům, nedůvěře a váhání velení italské armády a pokus o bojový průnik byl pozastaven. Itálie tak na podzim roku 1917 shromáždila značný počet slovinských, ale také českých, etnických uprchlíků, včetně Pivka, kterým nebylo umožněno vytvořit skutečnou cizinecké legii podle francouzského vzoru. Slovinští přeběhlíci přinesli italské uniformy se zvláštním označením a byli pověřeni úkoly od uznání území až po propagandu mezi přeshraničním obyvatelstvem. Z formálního hlediska šlo o válečné zajatce se zvláštním postavením: mohli se svobodně pohybovat, používat železnice a dostávali též finanční příspěvek. Tyto jednotky Esploratori byly omezeny na zpravodajskou činnost, propagandu a další obranné akce a později byly transformovány do 39. pluku československých italských legií.
Masivní italská porážka v bitvě u Caporetta na konci roku 1917 pak změnila celou dynamiku pro Čechy a Slováky bojující za Itálii.

### Československé legie

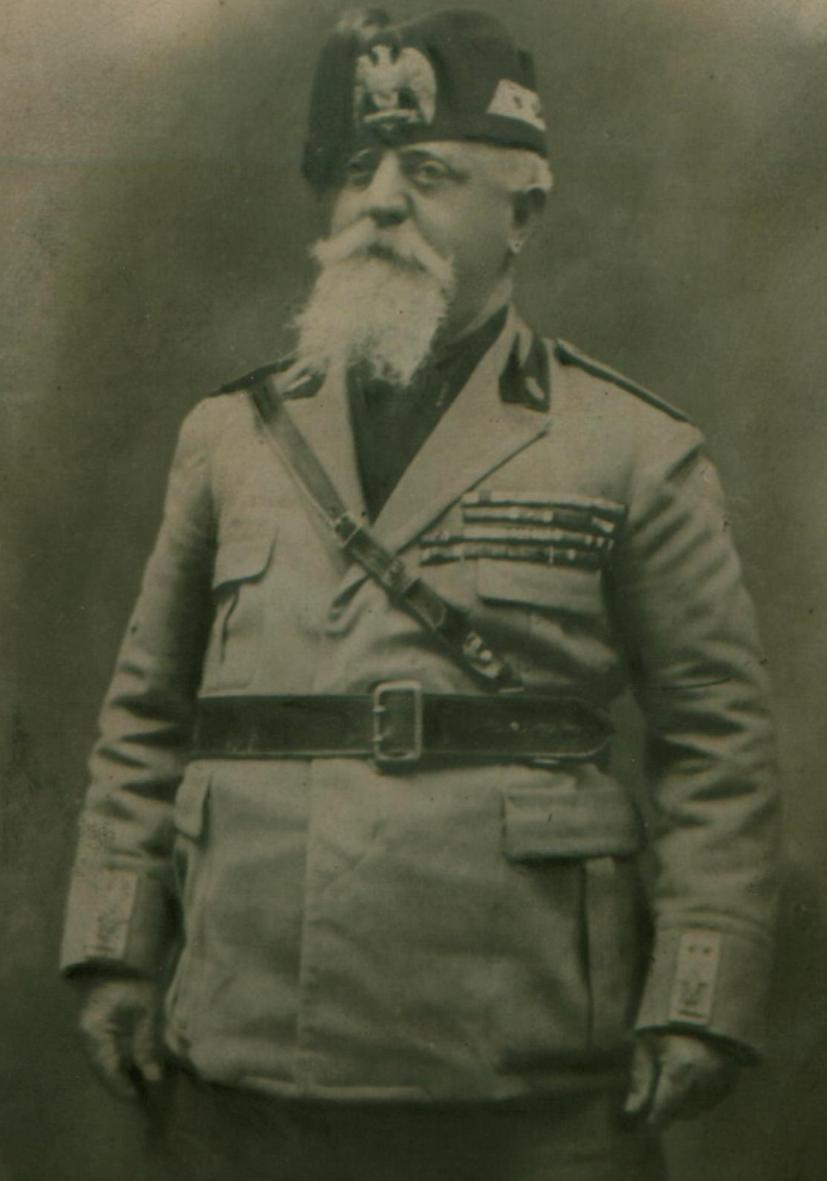
Generál Andrea Graziani

Dne 21. dubna 1918 podepsal předseda vlády Italského království Vittorio Emanuele Orlando spolu s ministrem války Vittoriem Italicem Zupellim a plukovníkem Štefánikem, zastupujícím Československou národní radu, smlouvu o vytvoření československé legie v Itálii. Generál Štefánik během jednání předsedovi vlády řekl: "Nežádám od vás nic, ale dovolit, aby naši lidé umírali za své ideály." Štefánik pak 24. května z Orlanda převzal barvy legie při slavnostním ceremoniálu v památníku Altare della Patria v Římě.
Ze zajateckých pracovních praporů byly zformovány čtyři pěší pluky o síle 13 653 vojáků a 489 důstojníků, které se poté sloučily do dvou brigád nesoucích název 6. československá divize. Velení nad ní bylo svěřeno generálu Andreovi Grazianimu.
Pluky byly zpočátku nasazeny v oblasti Euganeanských hor. Některé průzkumné prapory byly nicméně nasazeny v bitvě u Solstizio (Piavy) v červnu 1918. Legionář a jeden ze zakladatelů legií Jan Čapek zemřel v této bitvě v den svých narozenin, 17. června.

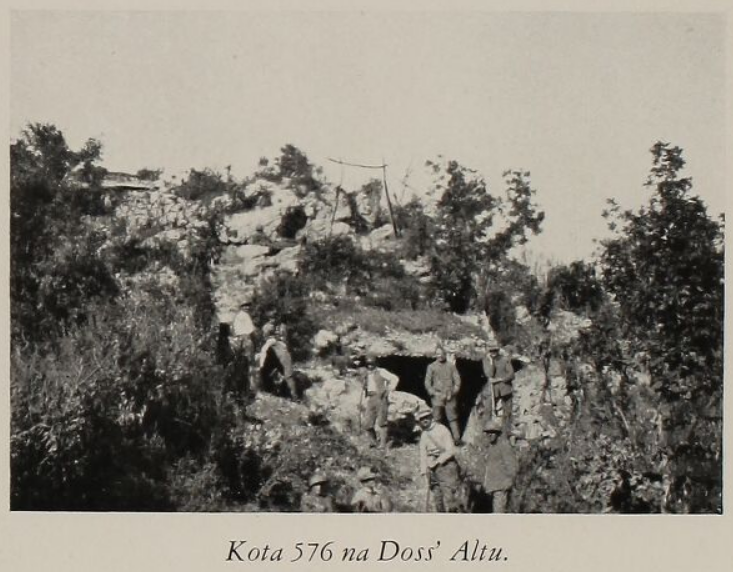
Obranné postavení z bitvy u Doss Alto na kótě 576 na Doss Alto di Nago

Československé pluky však byly brzy aktivně nasazeny do některých důležitých bojů na italské frontě. Po červnu se legie zúčastnily bitev u Monte Valbella, Monte Asolone a Cima Tre Pezzi. Od 18. srpna 1918 měly čs. jednotky za úkol bránit sektor hory Altissimo di Nago mezi jezerem Lago di Garda a řekou Adiže. Právě v této oblasti se legie v září 1918 zúčastnila bitvy u Doss Alto, která se stala důležitou samostatnou vítěznou akcí legií. Především 33. pluk dokázal uhájit své pozice proti útoku rakousko-uherské přesily v náročném horském terénu. Připomínáno je mj. hrdinství poručíka Oldřicha Trojánka, který po dobytí jeho muži hájeného předsunutého postavení, s vědomím, že by v rakousko-uherském zajetí byl jakožto zrádce popraven, spáchal služební zbraní sebevraždu.
Československé legie byly také v aktivní záloze během bitvy u Vittorio Veneto v říjnu 1918, po které se rakousko-uherská fronta de facto zhroutila. Krátce poté, po uzavření příměří ve Villa Giusti, ukončilo v Itálii dne 3. listopadu 1918 Velkou válku.

### Po skončení války
Československo vyhlásilo nezávislost na rozpadajícím se Rakousko-Uhersku 28. října během bitvy u Vittoria Veneta. Začátkem prosince byly v Padově (připravené k repatriaci) soustředěny jednotky československého sboru pod velením generála Luigiho Piccioneho, který převzal velení sboru 26. listopadu 1918. Dne 8. prosince král Viktor Emanuel III., ve dnech 16. a 17. prosince pak prezident Československé republiky Tomáš Garrigue Masaryk a náčelník italské armády generál Armando Diaz, provedli revizi legií v Prato della Valle, před jejich repatriací do vlasti. Toho dne, 17. prosince, začala vojska legie opouštět Itálii a přesunula se na Slovensko podél hranic s Maďarskem. Obě divize (6. a 7.) byly stále pod velením generála Picciona, který byl jmenován vrchním velitelem v Kroměříži. Po jistou dobu tak Piccione v podstatě řídil československá vojska.

V novém státě však docházelo k dalším incidentům na hranicích. Do Těšínské důlní pánve, kde se Poláci chtěli zmocnit části československého území, přijela vojska ze Slovenska podpořit hlavní sílu v tomto sporu a svedla tzv. boj o Těšínsko. Touto silou byl 35. pluk z Itálie, vedený plukovníkem Grasellim a později posílený dalším plukem z Itálie. Bez ohledu na to bylo hlavním úkolem Italské legie hlídat demarkační linii, kterou ministr zahraničí nové československé vlády Edvard Beneš v Paříži dohodl na vytvoření dočasné slovensko-maďarské hranice před stanovením definitivních hranic na mírové konferenci ve Versailles.

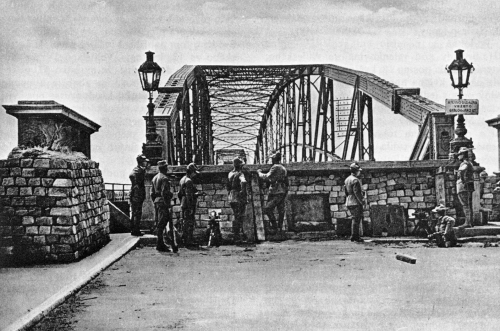
Československé legie z Itálie v Komárně při obraně mostu přes Dunaj (květen 1919)

Generál Piccione rozdělil demarkační linii na dvě části. Západní úsek, který sahal od řeky Moravy k Ožďanům, obsadil 7. legionářskou divizi (gen. Boriani) a východní část 6. legionářské divize (gen. Rossi). Dne 1. ledna 1919 jednotky legií ovládly Bratislavu a vojenským velitelem města byl jmenován italský plukovník Riccardo Barreca. Došlo k několika střetům, při kterých bylo zabilo nejméně devět maďarských demonstrantů a sám plukovník Barreca byl zraněn. Italští důstojníci nadále pomáhali v operacích proti Maďarům během maďarsko-československé války.
Po lednu 1919 začala na českých územích působit také francouzská vojenská mise, jejím velitelem byl jmenován generál Maurice Pellé. V kontaktu s zde působícími Italy pak došlo k jistým vzájemným třenicím. Například generál Piccione nepovažoval dohodnutou demarkační linii za vojensky výhodnou, proto se rozhodl přesunout československá vojska pod jeho velením na jih, do Maďarska. Přestože informoval maďarskou vládu, 16. ledna 1919 před jakoukoli odpovědí postoupil vpřed. Maďaři s novou demarkační akcí ovšem nesouhlasili a na příkaz československé vlády tak vrátil Piccione svá vojska na původní demarkační linii.  Prezident Masaryk nakonec 4. července 1919 nahradil Piccionea Pellém a v podstatě ukončil italské spojení s legiemi. 
Úkolem francouzské vojenské mise bylo mj. integrovat stávající československé cizinecké legie s domovskými jednotkami armády a vytvořit profesionální velitelskou strukturu. Dne 15. října 1919 byl potom oficiálně ustaven generální štáb nově vzniklé Československé armády. Francouzští důstojníci byli pak instalováni jako územní velitelé a velitelé některých divizí. Po jistou dobu v ČSR působilo na 200 francouzských poddůstojníků, přes 100 důstojníků a 19 generálů. Generál Pellé a jeho bezprostřední nástupce, francouzský generál Eugène Mittelhauser, byli prvními náčelníky generálního štábu Československé armády.